# Simon Kollerup
Simon Kollerup, né le 20 mai 1986 à Lild Strand (da), au Danemark, est un homme politique danois, membre du parti Social-démocratie (SD). Il est ministre de l'Industrie, du Commerce et des Affaires financières de 2019 à 2022.

## Biographie
Simon Kollerup suit des études en sciences politiques à l'université de Copenhague, où il obtient une licence en 2009, puis une maîtrise en 2011. Pendant les deux dernières années de ses études, il dirige le service de presse de la Social-démocratie, puis est consultant au bureau du maire de Copenhague.
Il est élu député au Folketing pour la première fois lors des élections législatives de 2011. Durant son premier mandat, il est le porte-parole de son groupe parlementaire sur les questions municipales.
Il est réélu pour un second mandat lors des élections législatives de 2015. Lors de son second mandat, il est le porte-parole social-démocrate pour les questions d'agriculture, de pêche et d'alimentation.
Il remporte un troisième mandat lors des élections législatives du 5 juin 2019. Le 27 juin, il est nommé ministre de l'Industrie, du Commerce et des Affaires financières dans le gouvernement formé par Mette Frederiksen après le scrutin.
Il remporte un quatrième mandat lors des élections législatives anticipées de 2022. Il n'est pas reconduit au gouvernement à l'issue du scrutin, et devient alors porte-parole de son groupe sur les questions de défense, et président de la commission des finances du Folketing.